# Dasyuris leucobathra
Dasyuris leucobathra är en fjärilsart som beskrevs av Edward Meyrick 1910. Dasyuris leucobathra ingår i släktet Dasyuris och familjen mätare. Inga underarter finns listade i Catalogue of Life.